# Association de Développement et des Échanges Sans Frontières

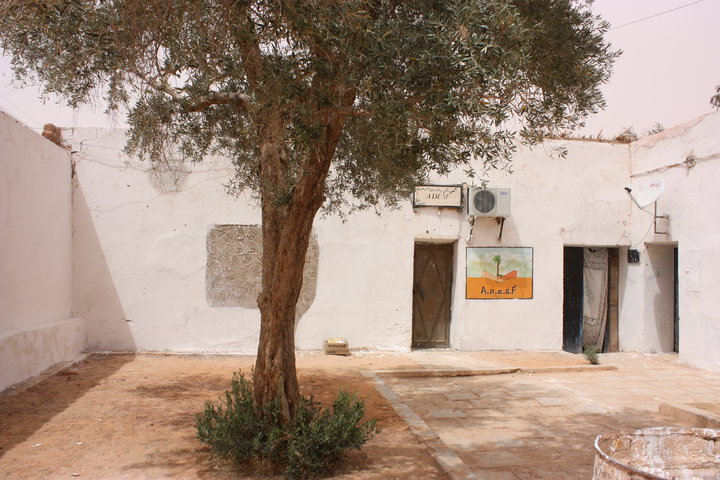
Centro de la Asociación ADESF

ADESF (Francés:Association de Développement et des Echanges Sans Frontières) (Árabe: جمعية التنمية والمبادلات دون حدود) lo que significa Asociación para el Desarrollo y el Comercio Sin Fronteras es una asociación local de la ciudad de Beni Abbes, Argelia,  fundada el 4 de noviembre de 2001 por un grupo de jóvenes universitarios.
La asociación fue aprobada en abril de 2002 y Ben Addu Addu fue su primer presidente hasta
marzo de 2004. Actualmente Alla Tawfiq ocupa el cargo de presidente.
ADESF está constituida como una asociación socio-cultural que promueve el desarrollo local de Beni Abbès mediante la creación y apoyo continuo a iniciativas en torno el turismo cultural de cualidad, actualmente el   principal motor económico de  la ciudad (Turismo). Siguiendo este objetivo,  la asociación  trabaja  para  la  protección  del  patrimonio  medioambiental,  cultural,  artístico, arquitectónico  e histórico de la ciudad.